# Farn
Farn (ros. Фарн) – wieś w Rosji, w Osetii Północnej, w rejonie prawobierieżnym. W 2010 liczyła 1390 mieszkańców.